# La Estrella de Panamá
La Estrella de Panamá — старейшая ежедневная газета в Панаме. Издаётся на испанском языке.
Первоначально газета возникла в 1849 году как испаноязычный переводной вкладыш к английской ежедневной газете «Панамская звезда», которая была образована в 1849 году. Тираж газеты составляет около 8000 печатных экземпляров.
В Панаме 13 ноября отмечается День журналиста. Праздник учреждён в память о писателе Гаспаре Октавио Эрнандесе, который в 1918 году умер во время работы над редакцией «La Estrella de Panamá».